# Jim Terrell
James Ross Terrell –conocido como Jim Terrell– (Cincinnati, 20 de abril de 1965) es un deportista estadounidense que compitió en piragüismo en la modalidad de aguas tranquilas. Ganó cuatro medallas en los Juegos Panamericanos entre los años 1987 y 1999.

## Palmarés internacional
| Juegos Panamericanos | Juegos Panamericanos          | Juegos Panamericanos | Juegos Panamericanos |
| Año                  | Lugar                         | Medalla              | Competición          |
| -------------------- | ----------------------------- | -------------------- | -------------------- |
| 1987                 | Indianápolis (Estados Unidos) | Medalla de oro       | C1 500 m             |
| 1987                 | Indianápolis (Estados Unidos) | Medalla de plata     | C2 1000 m            |
| 1995                 | Mar del Plata (Argentina)     | Medalla de oro       | C1 500 m             |
| 1999                 | Winnipeg (Canadá)             | Medalla de bronce    | C1 500 m             |